# Philipp Nicolai
Philipp Nicolai (ur. 10 sierpnia 1556 w Mengeringhausen, zm. 26 października 1608 w Hamburgu) – niemiecki teolog luterański, poeta i kompozytor.

## Życiorys
Ukończył studia teologiczne w Erfurcie (1575–1576) i Wittenberdze (1576–1579), od 1582 roku pełnił posługę pastora w Herdecke. Uczył się sztuki poetyckiej u Ludwiga Helmbolda oraz muzyki u Friedricha Beurhausa i Joachima a Burcka. Po uzupełniających studiach teologicznych u Aegidiusa Hunniusa otrzymał w 1594 roku tytuł doktora teologii na Uniwersytecie w Wittenberdze.
Publikował traktaty teologiczne oraz zbiory poezji religijnej. W 1599 roku wydał we Frankfurcie nad Menem zbiór pieśni religijnych Der Freudenspiegel des ewigen Lebens. Melodie dwóch z nich posłużyły później Johannowi Sebastianowi Bachowi jako materiał dla jego kantat Wie schön leuchtet der Morgenstern i Wachet auf, ruft uns die Stimme.